# Lätäseno
Der Lätäseno ist ein Fluss in der Gemeinde Enontekiö im äußersten Nordwesten von Finnisch-Lappland.
Der Lätäseno fließt in südlicher Richtung und vereinigt sich an der schwedischen Grenze mit dem von Westen kommenden Könkämäeno zum Muonionjoki (schwedisch Muonio älv). 
Der Lätäseno hat eine Länge von 60 km und ein Einzugsgebiet von 2075 km², welches sich über die Käsivarsi- (Käsivarsi erämaa) und Tarvantovaara-Wildnisgebiete (Tarvantovaara erämaa) bis nach Norwegen erstreckt.
Der Lätäseno ist ein beliebtes Kanurevier.